# Aartsbisdom Verapoly

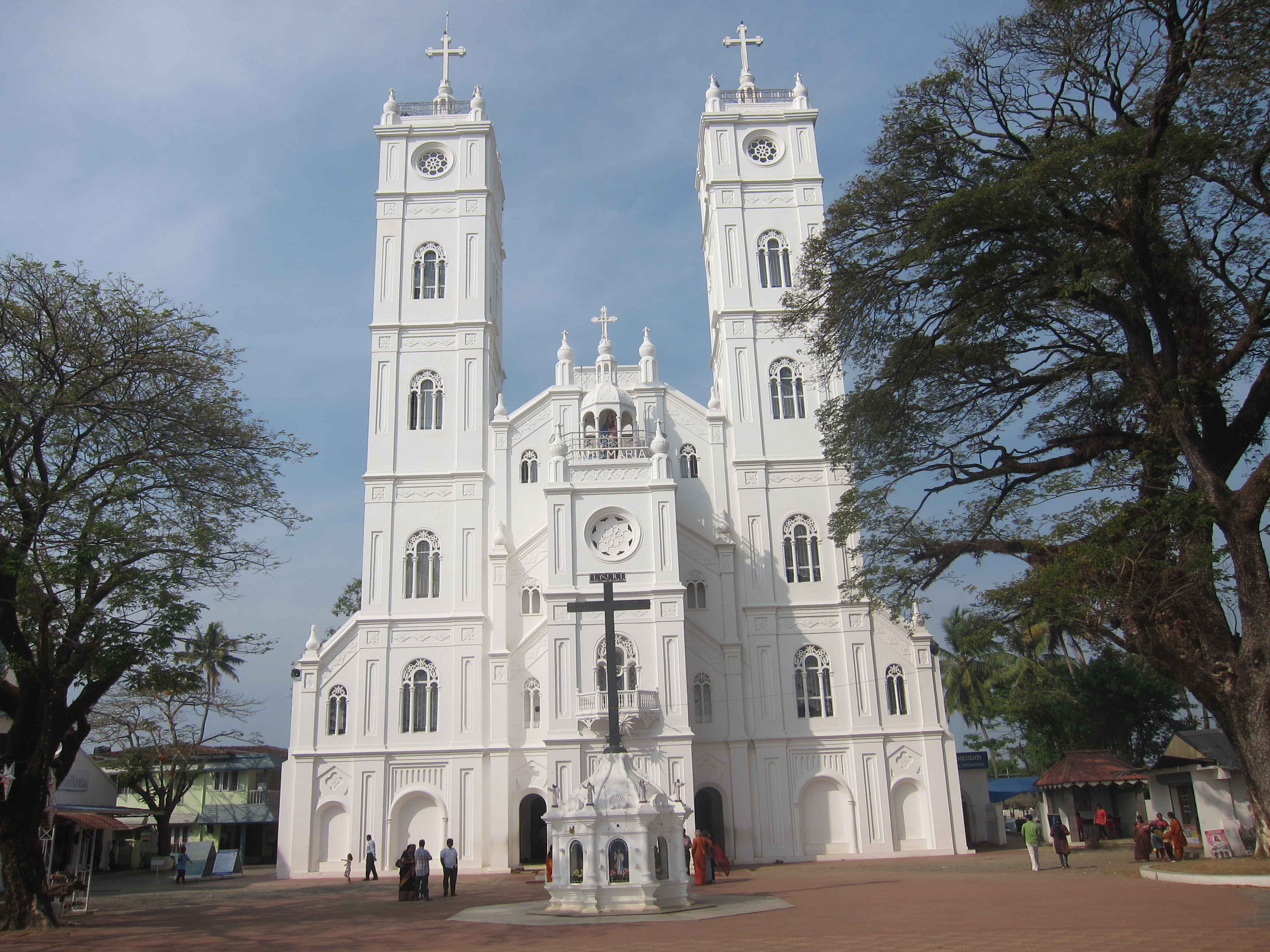
kerk in Vallapadam

Het aartsbisdom Verapoly (Latijn: Archidioecesis Verapolitana, Engels: Archdiocese of Verapoly) is een rooms-katholiek aartsbisdom, gelegen aan de Indiase Malabarkust. De aartsbisschop van Verapoly is metropoliet van de kerkprovincie Verapoly, waartoe ook de volgende suffragane bisdommen behoren:
- Calicut
- Cochin
- Kannur
- Kottapuram
- Sultanpet
- Vijayapuram

De streek wordt bewoond door christenen die geloven te zijn bekeerd door de H. Thomas (Thomaschristenen). Door de synode van Diamper werden zij in 1599 onder Portugees gezag geplaatst. Paus Alexander VII stuurde er karmelieten heen om de streek onder controle te krijgen.
Het vicariaat Verapoly werd in 1659 opgericht als apostolisch vicariaat Malabar door afsplitsing van het bisdom Cochin en strekte zich uit tot Tanjore, maar werd nadien ingeperkt door de opdeling van het het vicariaat Mangalore in 1835 en het vicariaat Quilon in 1845. Op 1 september 1886 werd Verapoly verheven tot aartsbisdom; Quilon werd een suffragaanbisdom. De officiële naam van Verapoly is thans Varapuzha.
Door de oprichting van de bisdommen Vijayapuram in 1930 en Kottapuram in 1987 verloor het aartsbisdom Verapoly een deel van zijn oppervlakte; het beslaat nu nog 1.500 km². Het aantal rooms-katholieken wordt geraamd op ongeveer 321.500 op een totale bevolking van 3,353 miljoen. (cijfers 2014)
Aartsbisschop sinds 20 februari 2010 is Francis Kallarakal. 